# Volodimir Petryshyn
Volodimir Petryshyn   (Lviv, 22 de gener de 1929 - Cranford, 21 de març de 2020) va ser una matemàtica estatunidenc, nascut a centre-Europa.

## Vida i Obra
Petryshyn anava a començar els estudis secundaris quan va esclatar la Segona Guerra Mundial i això va destarotar el seu progrés, en ser considerats ciutadans desplaçats per les autoritats nazis. Va poder estudiar algun temps a Alemanya, però, finalment, la família va emigrar als Estats Units on ell va poder estudiar matemàtiques a la Universitat de Colúmbia. Es va graduar el 1954 i el curs següent va ser professor ajudant, mentre continuava els seus estudis de doctorat que va obtenir el 1961.
Després d'uns períodes de tres anys a les universitats de Nova York i de Chicago, el 1967 va ser nomenat professor de la universitat Rutgers en la qual va romandre fins al 1996.
Els seus treballs de recerca van ser en el camp de l'anàlisi funcional. El 1993 va publicar un llibre notable sobre les solucions i aproximacions de les equacions no lineals. En considerar que hi havia un error important en el llibre i pensant en que seria la rialla de la professió, va contraure un desequilibri mental greu. A causa d'aquest desequilibri va matar la seva muller, la coneguda artista i crítica Arcadia Olenska-Petryshyn, de quaranta cops de martell. L'any següent va ser declarat no culpable per malaltia mental.